# Banjos banjos
Banjos banjos is een straalvinnige vissensoort uit de familie van banjos (Banjosidae). De wetenschappelijke naam van de soort werd voor het eerst geldig gepubliceerd in 1846 door Richardson.